# 3 de julho
3 de julho é o 184.º dia do ano no calendário gregoriano (185.º em anos bissextos). Faltam 181 dias para acabar o ano.

## Eventos históricos

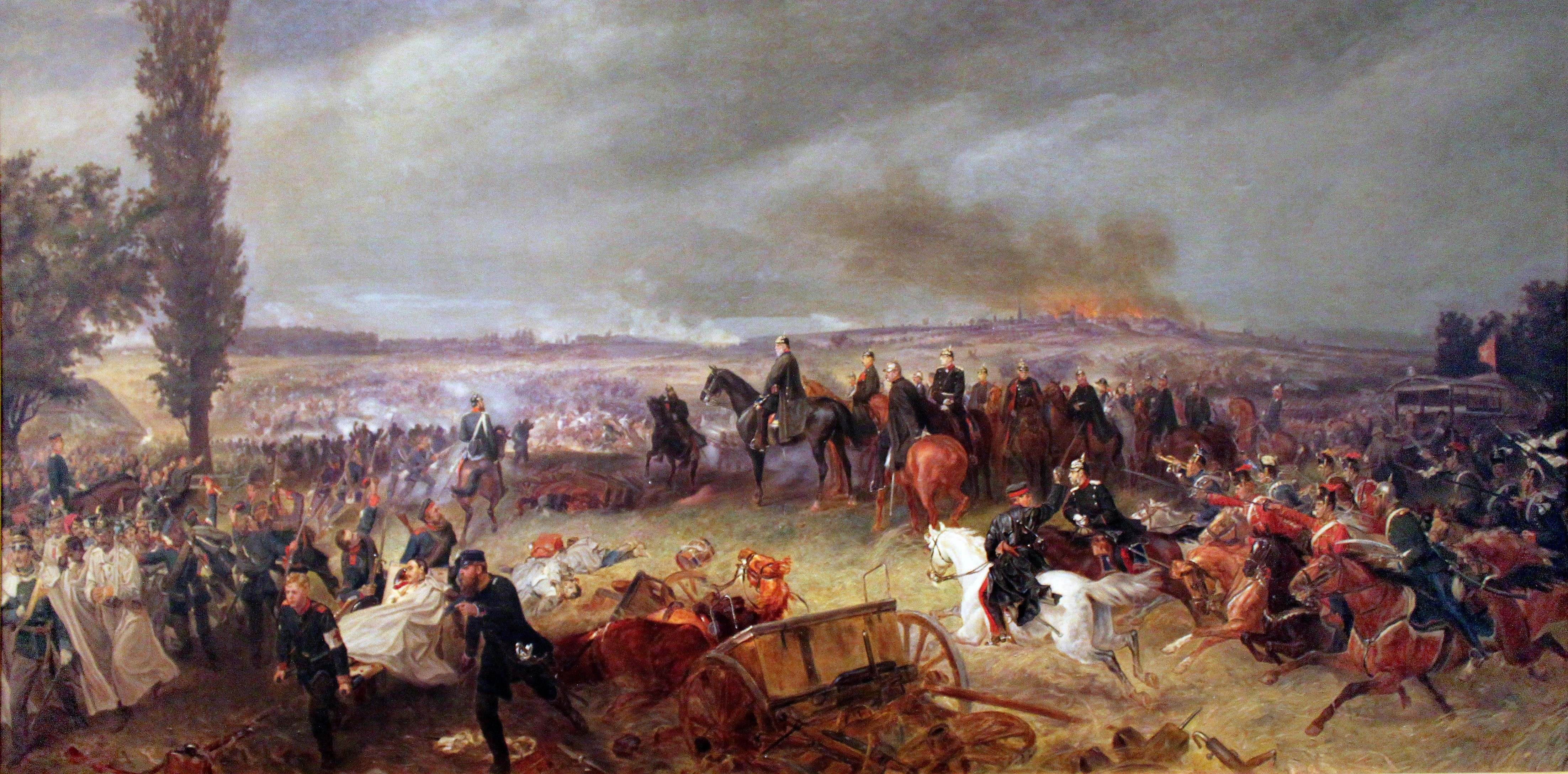
1866: Batalha de Königgrätz

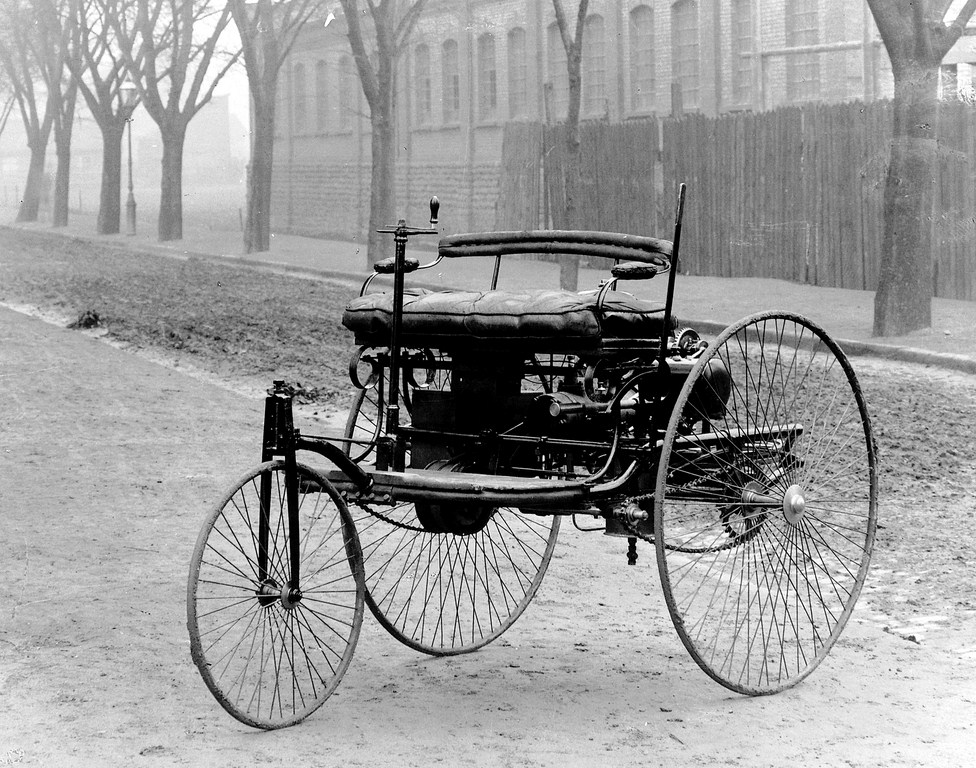
1886: O Benz Patent-Motorwagen

- 0324 — Batalha de Adrianópolis: Constantino derrota Licínio, forçando-o a retirar-se para Bizâncio.
- 0987 — Hugo Capeto é coroado rei da França. É o primeiro rei da dinastia capetíngia.
- 1035 — Guilherme, o Conquistador, torna-se duque da Normandia, reina até 1087.
- 1535 — Diego de Almagro deixa Cuzco, no Peru para conquistar o Chile.
- 1555 — Na Ilha Juana, atual Cuba, o corsário francês Jacques de Sores ataca a vila de Havana.
- 1702 — Guerra da Sucessão Espanhola, a Áustria ―apoiadora de Carlos VI― , declara guerra à França e à Espanha ―apoiadora de Felipe V―.
- 1767
  - A Ilha Pitcairn é redescoberta pelo aspirante Robert Pitcairn em uma viagem expedicionária comandada por Philip Carteret, que haviam sido avistadas pelo português Pedro Fernandes de Queirós e sua tripulação, em 26 de janeiro de 1606.
  - O jornal mais antigo da Noruega ainda impresso, Adresseavisen, é fundado e a primeira edição é publicada.
- 1775 — Guerra Revolucionária Americana: George Washington assume o comando do Exército Continental em Cambridge, Massachusetts.
- 1822 — Criação do Ministério da Justiça do Brasil.
- 1844 — O último casal de Arau-gigante é morto.
- 1848 — O governador-geral Peter von Scholten emancipa todos os escravos restantes nas Índias Ocidentais Dinamarquesas.
- 1849 — A França invade a República Romana e restaura os Estados Papais.
- 1863 — Guerra Civil dos Estados Unidos: o último dia da Batalha de Gettysburg culmina com a Carga de Pickett.
- 1866 — A Guerra Austro-Prussiana é decidida na Batalha de Königgrätz, resultando no momento ideal para os líderes prussianos abrirem caminho na direção da Unificação da Alemanha, com exclusão da Áustria.
- 1884 — Dow Jones & Company publica sua primeira média de ações.
- 1886
  - Karl Benz apresenta oficialmente o Benz Patent-Motorwagen, o primeiro veículo "projetado" para ser movido a motor.
  - O New-York Tribune torna-se o primeiro jornal a usar uma máquina de linotipo, eliminando a composição manual.
- 1898 — Guerra Hispano-Americana: A esquadra espanhola, liderada por Pascual Cervera y Topete, é derrotada pela esquadra americana sob o comando de William T. Sampson na Batalha de Santiago de Cuba.
- 1938 — O recorde mundial de velocidade para uma locomotiva a vapor é fixado na Inglaterra, pela Mallard, que atinge uma velocidade de 202,58 km/h).
- 1940 — Segunda Guerra Mundial: para impedir que navios caiam em mãos alemãs, a frota francesa do Atlântico baseada em Mers El Kébir é bombardeada pela frota britânica, vinda de Gibraltar.
- 1944 — Segunda Guerra Mundial: Minsk é libertada do controle nazista pelas tropas soviéticas durante a Operação Bagration.
- 1969 — Corrida espacial: a maior explosão na história dos foguetes ocorre quando o foguete soviético N-1 explode e destrói sua plataforma de lançamento.
- 1970 — O voo Dan-Air 1903 cai na montanha Les Agudes, no Maciço de Montseny, perto da vila de Arbúcies, na Catalunha, Espanha, matando todas as 112 pessoas a bordo.[1]
- 1988
  - O navio de guerra da Marinha dos Estados Unidos, USS Vincennes, abate o voo Iran Air 655 sobre o Golfo Pérsico, matando todas as 290 pessoas a bordo.
  - A Ponte Fatih Sultão Mehmet em Istambul, Turquia, é completada. É a segunda ponte que conecta a Europa com a Ásia pelo Bósforo.
- 1996 — A Pedra da Coroação é devolvida para a Escócia.
- 2013 — Golpe de Estado no Egito derruba o então presidente Mohamed Mursi, sendo também suspensa a constituição.
- 2019 — Forças associadas ao general Khalifa Hafter matam 53 pessoas e ferem outras 130 em bombardeamento aéreo do centro de detenção de Tajura, em Trípoli, Líbia.
- 2022
  - O Uzbequistão declara estado de emergência após protestos na região autônoma do Caracalpaquistão.[2]
  - Massacre em centro comercial de Copenhague, capital da Dinamarca, provoca três mortes e 27 feridos.[3]

## Nascimentos

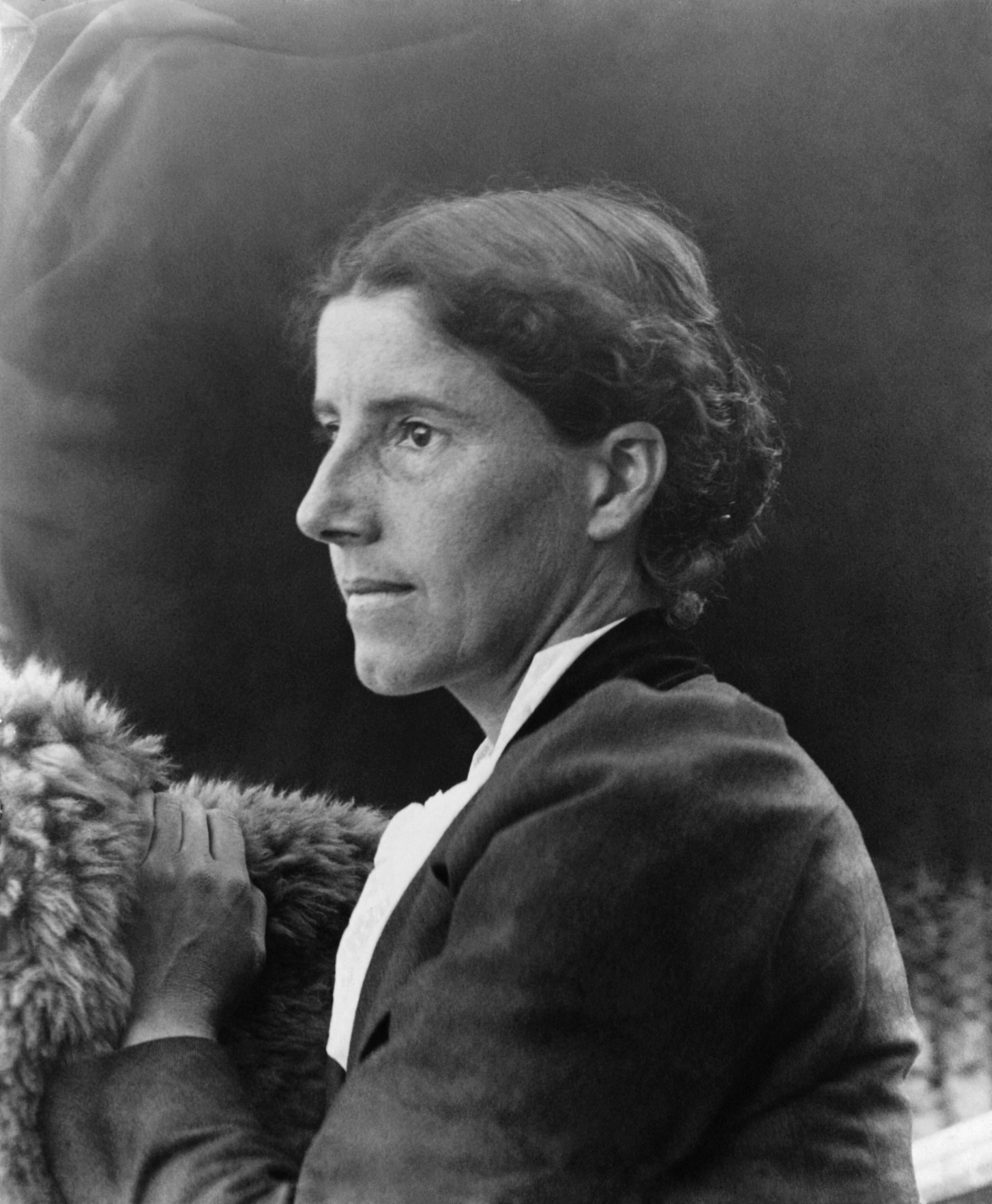
Charlotte Perkins Gilman

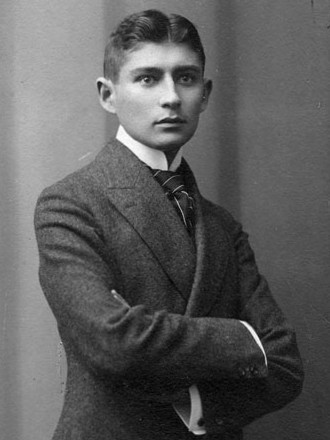
Franz Kafka

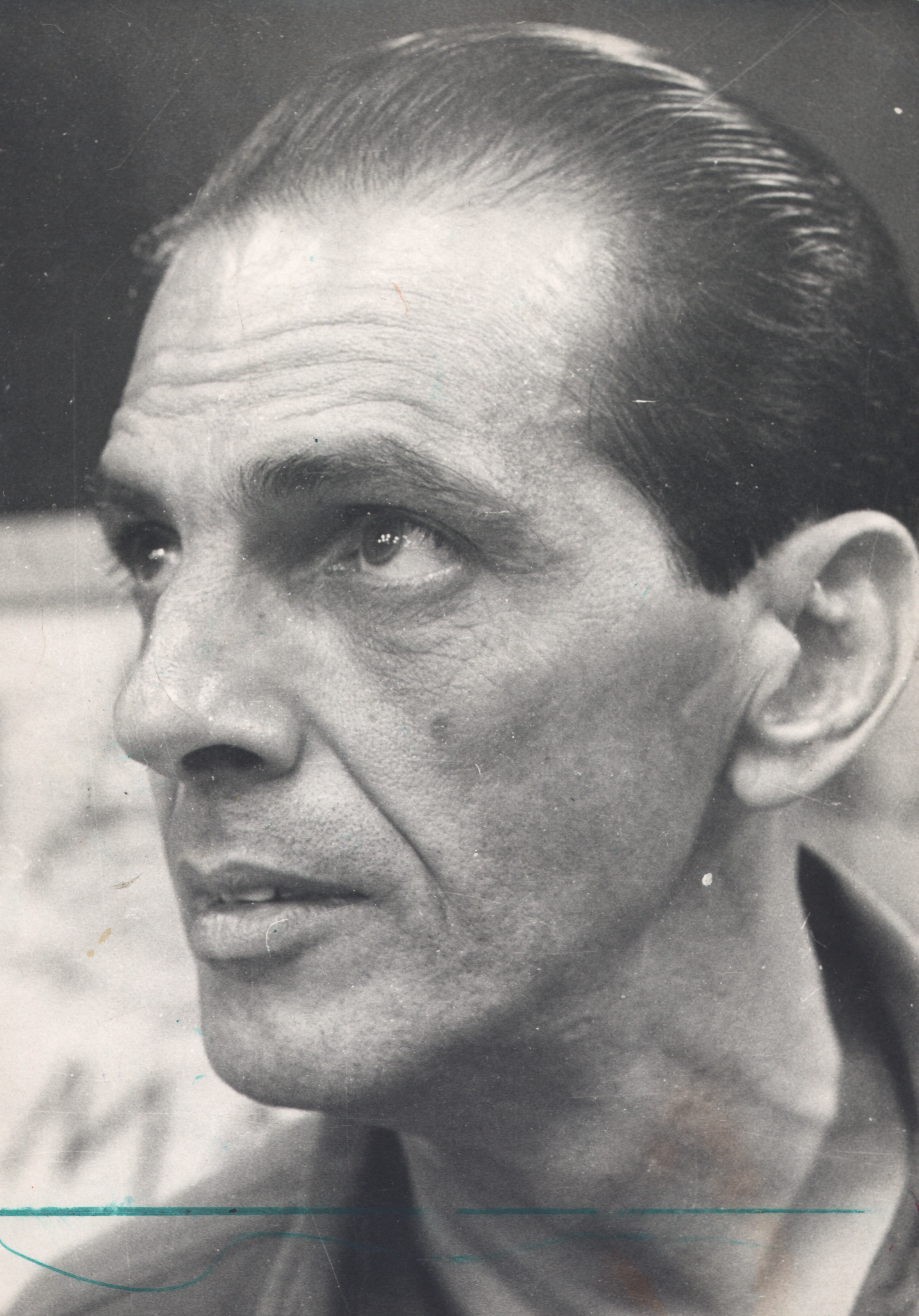
João Saldanha

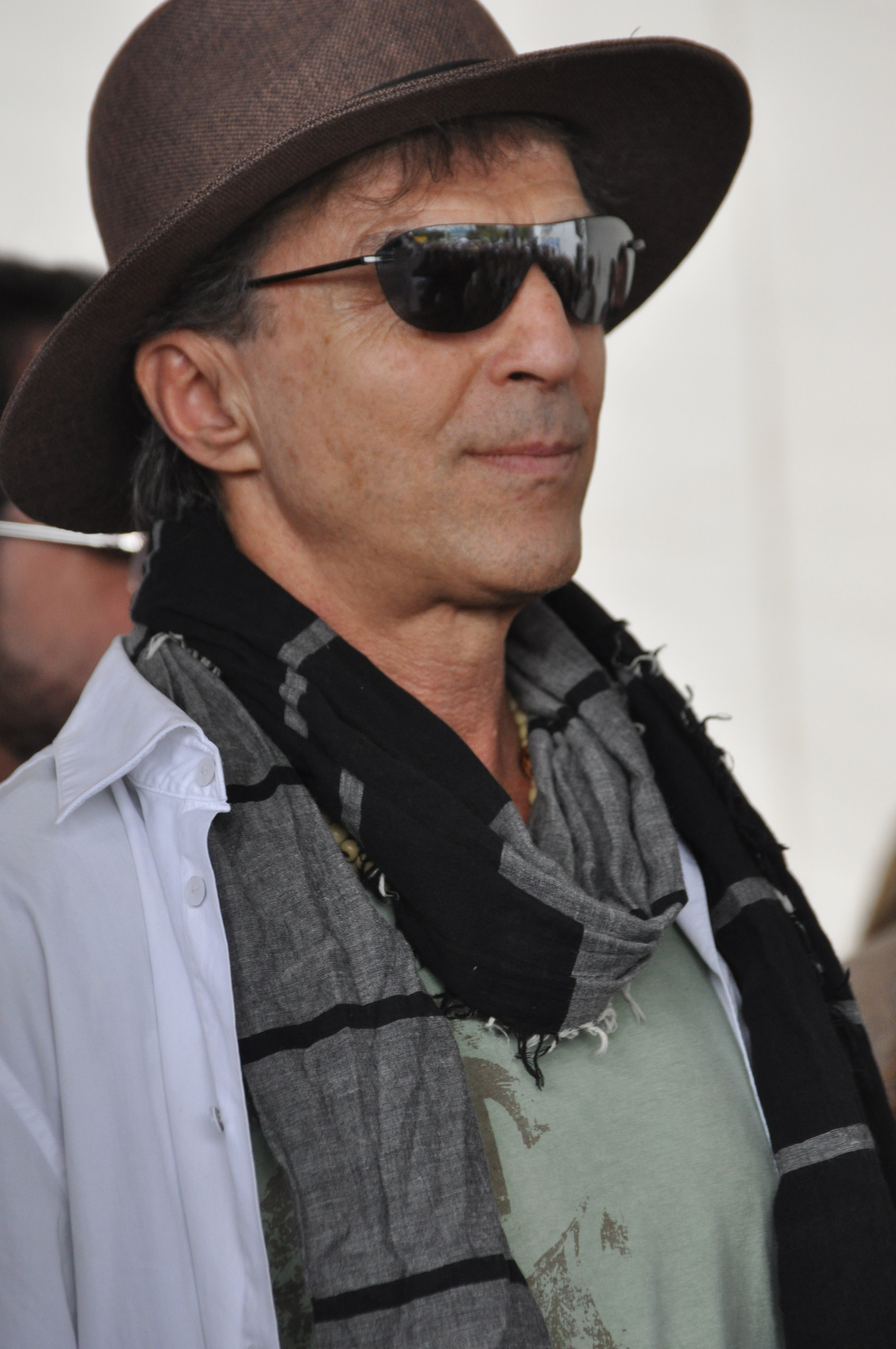
Carlos Alberto Riccelli

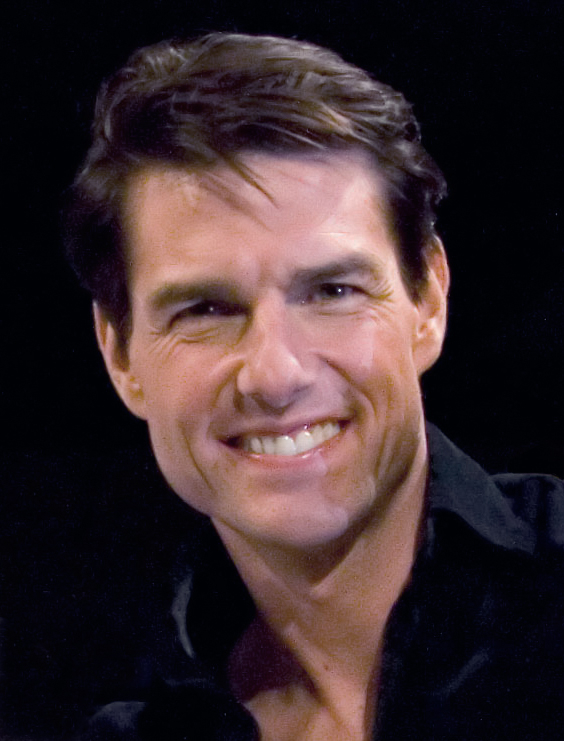
Tom Cruise

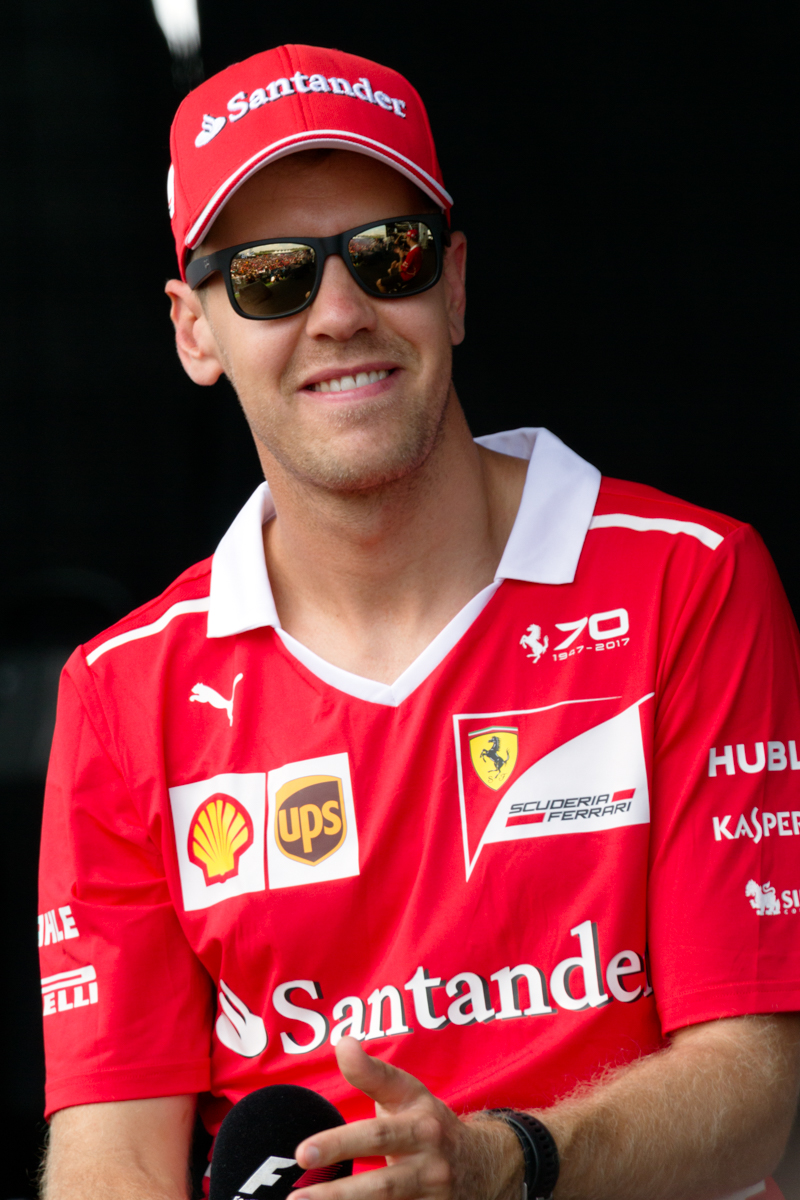
Sebastian Vettel

### Anteriores ao século XIX
- 0321 — Valentiniano I, imperador romano (m. 375).
- 1423 — Luís XI de França (m. 1483).
- 1442 — Go-Tsuchimikado, imperador do Japão (m. 1500).
- 1550 — Jacobus Gallus, compositor esloveno (m. 1591).
- 1643 — Alessandro Stradella, compositor italiano (m. 1682).
- 1676 — Leopoldo I de Anhalt-Dessau, príncipe de Anhalt-Dessau (m. 1747).
- 1728 — Robert Adam, arquiteto britânico (m. 1792).
- 1746 — Sofia Madalena da Dinamarca, rainha consorte da Suécia (m. 1813).

### Século XIX
- 1823 — Ahmed Vefik Paxá, estadista, diplomata, dramaturgo e tradutor otomano (m. 1891).
- 1879 — Alfred Korzybski, filósofo polonês (m. 1950).
- 1850 — Alfredo Keil, compositor e pintor português (m. 1907).
- 1854 — Leoš Janáček, compositor tcheco (m. 1928).
- 1860 — Charlotte Perkins Gilman, humanista e escritora estadunidense (m. 1935).
- 1866 — Albert Gottschalk, pintor dinamarquês (m. 1906).
- 1870 — Richard Bedford Bennett, político canadense (m. 1947).
- 1879 — Alfred Korzybski, linguista polonês (m. 1950).
- 1883 — Franz Kafka, escritor tcheco (m. 1924).
- 1894 — Jaime de Barros Câmara, cardeal brasileiro (m. 1971).
- 1900 — Alessandro Blasetti, cineasta italiano (m. 1987).

### Século XX

#### 1901–1950
- 1905 — Margaret McFarland, psicóloga infantil estadunidense (m. 1988)
- 1913 — Wilson Batista, compositor brasileiro (m. 1968).
- 1917 — João Saldanha, treinador e jornalista brasileiro (m. 1990).
- 1924 — Sellapan Ramanathan, político singapurês (m. 2016).
- 1927 — Paulo (de Ballester-Convallier), religioso e acadêmico espanhol (m. 1984)
- 1939 — Angelo Benedicto Sormani, ex-futebolista ítalo-brasileiro.
- 1940 — Jerzy Buzek, político polonês.
- 1943 — Ray Lynch, músico estadunidense.
- 1944 — Michel Polnareff, cantor e compositor francês.
- 1945 — Lorna Dyer, ex-patinadora artística estadunidense.
- 1946 — Carlos Alberto Riccelli, ator brasileiro.
- 1947
  - Rob Rensenbrink, ex-futebolista neerlandês (m. 2020).
  - Mike Burton, nadador estadunidense.
- 1948 — Marquinhos Martini, ator e humorista brasileiro (m. 2019).

#### 1951–2000
- 1952 — Laura Branigan, cantora e atriz estadunidense (m. 2004).
- 1955
  - Edson Gomes, cantor e compositor brasileiro.
  - Irina Moiseeva, patinadora artística soviética.
- 1959 — Édson Boaro, ex-futebolista brasileiro.
- 1961 — Pedro Romeiras, bailarino português.
- 1962 — Tom Cruise, ator estadunidense.
- 1965
  - Connie Nielsen, atriz dinamarquesa.
  - João Rasteiro, poeta português.
- 1973
  - Patrick Wilson, ator estadunidense.
  - Antonio Filippini, futebolista italiano.
- 1976 — Wanderlei Silva, atleta de artes marciais brasileiro.
- 1978 — Mizuki Noguchi, maratonista japonesa.
- 1979 — Ludivine Sagnier, modelo e atriz francesa.
- 1980 — Carla Zambelli, política brasileira.
- 1986
  - Marquinho, futebolista brasileiro.
  - Oscar Ustari, futebolista argentino.
- 1987
  - Mariano Trípodi, futebolista argentino.
  - Sebastian Vettel, automobilista alemão.
- 1988
  - Silva, cantor e compositor brasileiro.
  - James Troisi, futebolista australiano.
- 1991
  - Leandro Pereira, futebolista brasileiro.
  - Anastasia Pavlyuchenkova, tenista russa.
- 1992 — Jamily, cantora brasileira.
- 1993 — Mussunzinho, ator brasileiro.
- 1995 — Liniker, cantora, compositora, atriz e artista visual brasileira.
- 1998 — Iúri Leitão, ciclista português.
- 2000 — Mikkel Damsgaard, futebolista dinamarquês.

## Mortes

### Anteriores ao século XIX
- 0458 — Anatólio de Constantinopla, arcebispo e patriarca de Constantinopla (n. ?).
- 1285 — Margarida de Dampierre, duquesa de Brabante (n. 1251).
- 1503 — Pierre d'Aubusson, cardeal e legado papal francês (n. 1423).
- 1608 — William Barclay, jurista escocês (n. 1546).
- 1642 — Maria de Médici, rainha consorte e regente da França (n. 1575).
- 1672 — Francis Willughby, ornitólogo e ictiólogo inglês (n. 1635).
- 1749 — William Jones, matemático britânico (n. 1675).
- 1790 — Jean-Baptiste Romé de l’Isle, mineralogista francês (n. 1736).
- 1795 — Antonio de Ulloa, general e cientista espanhol (n. 1716).

### Século XIX
- 1863 — Little Crow, líder sioux (n. 1810).
- 1858 — Alexander Andreyevich Ivanov, pintor russo (n. 1806).

### Século XX
- 1904 — Theodor Herzl, jornalista austro-húngaro (n. 1860).
- 1918 — Maomé V Raxade sultão otomano (n. 1844).
- 1925 — Paulina de Waldeck e Pyrmont, princesa de Bentheim and Steinfurt (n. 1855).
- 1933 — Hipólito Yrigoyen, político argentino (n. 1852).
- 1935 — André Citroën, engenheiro e empresário francês (n. 1878).
- 1969 — Brian Jones, músico britânico (n. 1942).
- 1971 — Jim Morrison, músico estadunidense (n. 1943).
- 1972 — Hal Walker, cineasta estadunidense (n. 1896)
- 1978 — James Daly, ator estadunidense (n. 1918).
- 1993 — Joe DeRita, comediante estadunidense (n. 1909).
- 1994 — Lew Hoad, tenista australiano (n. 1934).
- 1995 — Pancho Gonzales, tenista estadunidense (n. 1928).
- 1999 — Mark Sandman, músico estadunidense (n. 1952).

### Século XXI
- 2004 — Andrian Nikolayev, cosmonauta soviético (n. 1929).
- 2005 — Alberto Lattuada, diretor e cineasta italiano (n. 1914).
- 2007 — Lícia Magna, atriz brasileira (n. 1909).
- 2019 — Jared Lorenzen, jogador de futebol americano estadunidense (n. 1981).
- 2020 — Leonardo Villar, ator brasileiro (n. 1923).
- 2025
  - Diogo Jota, futebolista português (n. 1996).
  - André Silva, futebolista português (n. 2000).
  - Peter Rufai, futebolista nigeriano (n. 1963).
  - Michael Madsen, ator estadunidense (n. 1957).

## Feriados e eventos cíclicos

### Internacional
Dia Internacional sem Sacos Plásticos

### Brasil
- Dia Nacional de Combate à Discriminação Racial
- Dia do Ministério da Justiça
- Dia dos Incrédulos
- Aniversário de Montes Claros, em Minas Gerais.
- Aniversário de Ubá, em Minas Gerais.
- Aniversário de Três Pontas, em Minas Gerais

### Portugal
- Dia Nacional do vinho
- Feriado Municipal de Seia e Povoação

### Cristianismo
- Anatólio de Constantinopla
- Anatólio de Laodiceia
- Papa Leão II
- Tomé, o Apóstolo

## Outros calendários
- No calendário romano era o 5.º dia (V) antes das nonas de julho.
- No calendário litúrgico tem a letra dominical B para o dia da semana.
- No calendário gregoriano a epacta do dia é xxiv.